# Касерес, Эусебио
Эусебио Касерес (исп. Eusebio Cáceres) — испанский легкоатлет, который специализируется в прыжках в длину. Чемпион Европы среди молодёжи 2013 года, серебряный (2010) и бронзовый (2008) призёр чемпионатов мира среди юниоров.
Международную карьеру начал в 2007 году. Первоначально он специализировался в многоборье, но затем перешёл на прыжки в длину. Занял 6-е место в восьмиборье на чемпионате мира среди юношей 2007 года. На олимпийских играх 2012 года не смог выйти в финал.
Личный рекорд в прыжке в длину — 8,37 м, в десятиборье — 7273 очков.